# أنيتا بارون
أنيتا بارون (بالإنجليزية: Anita Barone)‏ مواليد 25 سبتمبر 1964 في سانت لويس، الولايات المتحدة، هي ممثلة أمريكية بدأت مسيرتها الفنية عام 1987.

## وصلات خارجية
- أنيتا بارون على موقع IMDb (الإنجليزية)
- أنيتا بارون على موقع ألو سيني (الفرنسية)
- أنيتا بارون على موقع أول موفي (الإنجليزية)
- أنيتا بارون على موقع قاعدة بيانات الفيلم (الإنجليزية)
- أنيتا بارون على موقع كينوبويسك (الروسية)